# Răzbunarea (piesă de teatru)

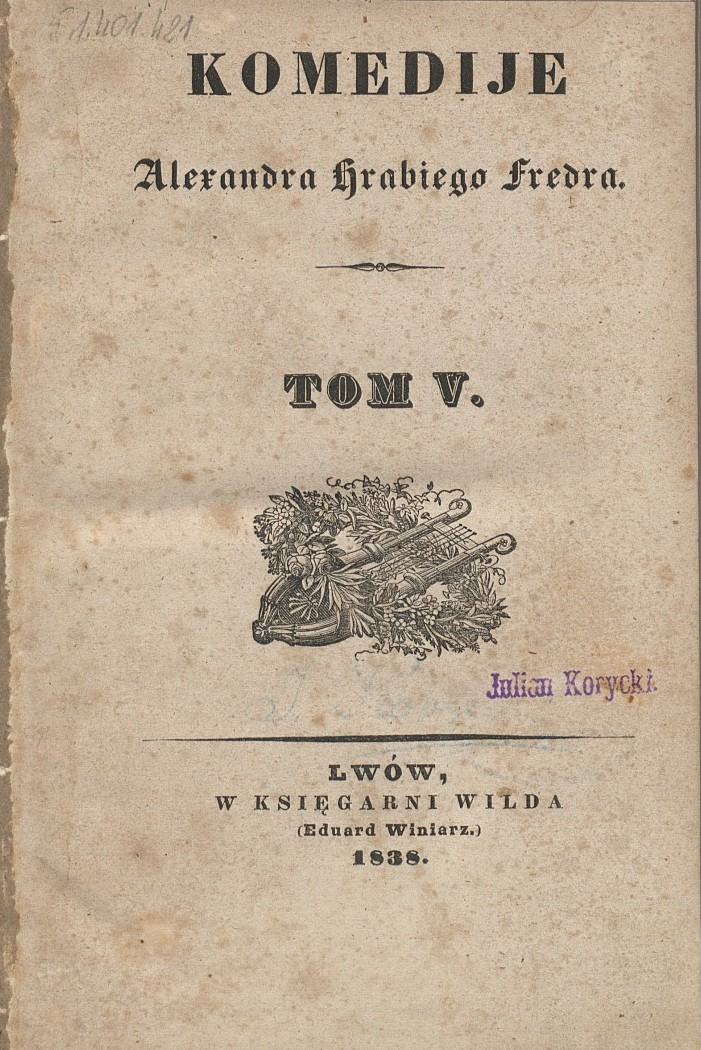
Prima ediție, 1838

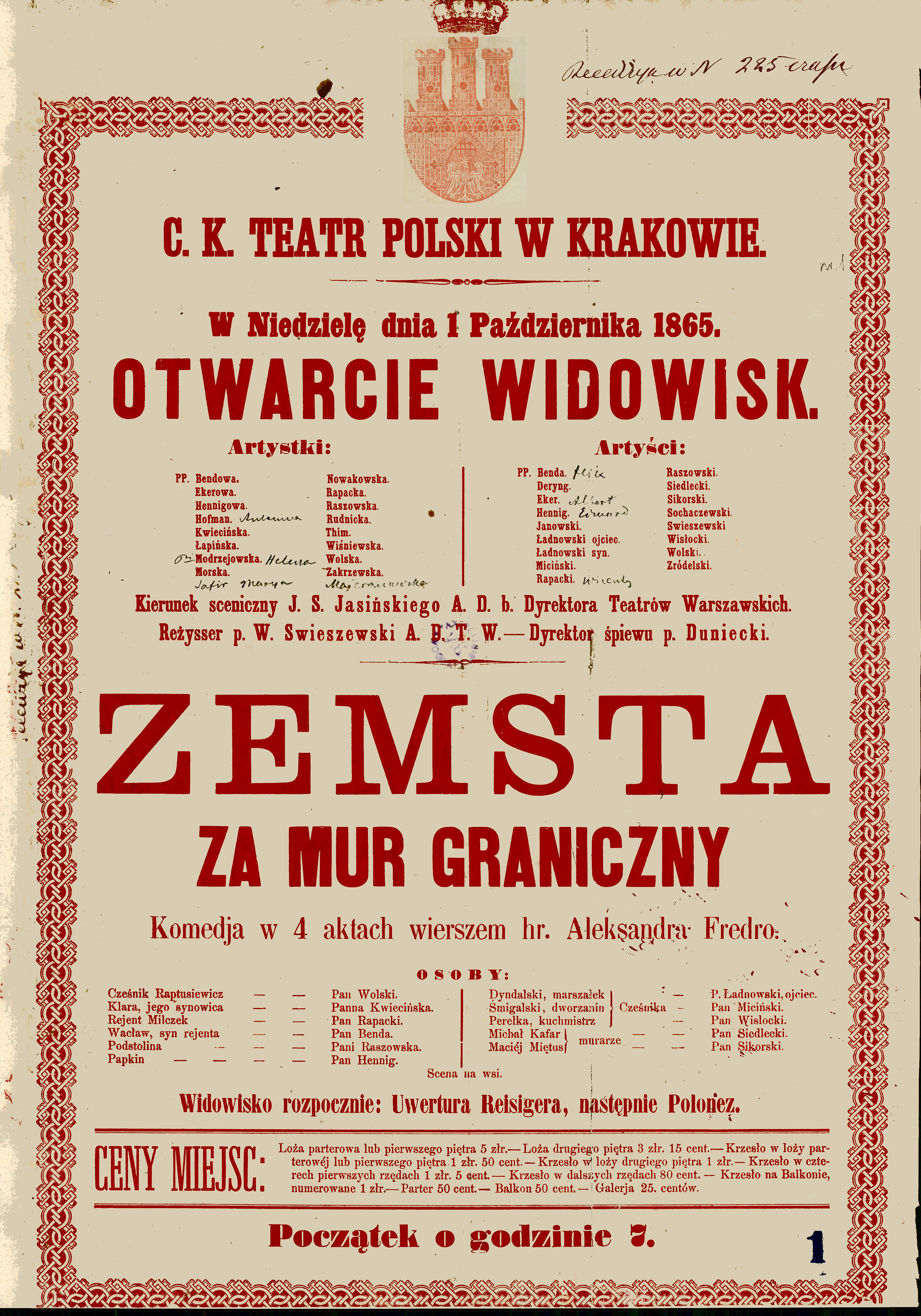
Afiș de teatru pentru Zemsta, 1865

Răzbunarea (în poloneză Zemsta) este o comedie poloneză scrisă de Aleksander Fredro, un poet, dramaturg și autor polonez activ în timpul romantismului polonez în perioada împărțirilor. Piesa Răzbunarea aparține canonului literaturii poloneze. Este o piesă în patru acte, scrisă în versul octosilabic, mai ales în limba vernaculară din Polonia Mică (Małopolska); care conține multe proverbe și aluzii parafrazate.

## Rezumat

### Actul I
În același castel locuiesc două familii - Cześnik Raptusiewicz și nepoata sa Klara, precum și Rejent Milczek și fiul său Wacław. Cześnik și Rejent se consideră dușmani și nu se înțeleg. Cześnik, care administrează pământurile Klarei până când aceasta devine majoră, este dornic să se căsătorească cu o soție bogată. După o scurtă analiză a Klarei, el se hotărăște asupra văduvei Hanna, crezând că este mai bogată. Deși în general are un caracter direct și curajos, Cześnik este timid în privința femeilor, așa că îl trimite pe Papkin să o ceară în căsătorie pe Hanna (numită Podstolina pentru că este văduva unui funcționar public). Și Podstolina își caută un soț, deoarece presupusa ei avere este doar temporară - o administrează pentru Klara, ruda ei, și astfel acceptă să se căsătorească cu Cześnik.
Rejent a angajat niște zidari pentru a repara un zid care separă partea sa din castel de jumătatea castelului în care locuiește Cześnik. Cześnik nu aprobă acest lucru și îl trimite pe Papkin să-i alunge, oferindu-le însă plata pentru întreruperea muncii lor.
Klara, nepoata lui Cześnik, și Wacław, fiul lui Rejent, sunt îndrăgostiți și se întâlnesc în secret. Ei sunt disperați și nu cred să li se permită vreodată să se căsătorească din cauza dușmăniilor familiilor lor. Wacław propune să fugă împreună, dar Klara refuză. Pentru a fi aproape de ea, Wacław se prezintă ca un angajat al lui Rejent și se predă ca ostatic al lui Papkin, presupus prins în lupta de peste zid.

### Actul II
Wacław face o încercare nereușită de a-l convinge pe Cześnik să se împace cu tatăl său. Cześnik declară că mai repede soarele să se oprească în loc și apa să se usuce din mări decât el și Rejent să se împace. Wacław îl mituiește pe Papkin să-l lase să rămână și este de acord cu Klara să o convingă pe Podstolina, chiar în ziua aceea logodită cu Cześnik, să intervină în numele lor. Când Wacław se întâlnește cu Podstolina, se dovedește că aceasta este o fostă iubită a lui Wacław, căreia i se prezentase fals ca un prinț. În ciuda acestui fapt, Podstolina decide că îl preferă pe Wacław decât pe Cześnik.
Papkin își declară dragostea pentru Klara. Klara, care nu-l iubește, îi cere lucruri imposibile ca „dovadă” a sentimentelor sale – să petreacă jumătate de an în tăcere, să supraviețuiască cu pâine și apă puțin peste un an și să-i aducă un crocodil.
Cześnik vrea să se dueleze cu Rejent și îl trimite pe Papkin să aranjeze asta.

### Actul III
Rejent Milczek se pregătește să introducă o acțiune în justiție împotriva lui Cześnik. Îi convinge pe zidari că zgârieturile foarte mici pe care le-au suferit sunt considerate răni și că au fost lipsiți de muncă (pentru că el însuși nu îi va plăti). Wacław vine să-l roage să-i permită să se căsătorească cu Klara. În schimb, Rejent anunță că trebuie să se căsătorească cu Podstolina, prevăzând un acord că oricare dintre ei întrerupe căsătoria va trebui să plătească celorlalți 100 de mii.
Papkin sosește cu o scrisoare de la Cześnik prin care îl invită pe Rejent la duel. Papkin bea niște vin pe care îl critică. Deși începe să se laude, înșelat de maniera modestă a lui Rejent, începe să-i fie foarte frică și abia poate lansa provocarea, după ce a fost amenințat cu aruncarea pe fereastră și punerea a patru servitori în afara ușii. Podstolina apare cu acordul de căsătorie cu Wacław, pe care l-a semnat. Papkin află că l-a părăsit pe Cześnik. Papkin este aruncat pe scări.

### Actul IV
Papkin se întoarce de la Rejent și se laudă cu curajul său. Cześnik sugerează că vinul pe care l-a băut a fost otrăvit. Papkin intră în panică și, crezându-se otrăvit, își scrie testamentul. Cześnik este informat despre schimbarea de părere a Podstolinei. El îi dictează lui Dyndalski o scrisoare care ar trebui să vină de la Klara, dar în cele din urmă decide să trimită un servitor în schimb. Wacław sosește și se oferă să aleagă între a fi întemnițat sau a se căsători cu Klara. Wacław și Klara sunt surprinși, dar fericiți și se căsătoresc: un preot așteaptă deja în capelă.
Rejent vine la Cześnik. Se prezentase la locul pe care Cześnik îl pregătise pentru duelul stabilit, dar Cześnik nu a apărut. Este supărat să audă de căsătoria lui Wacław cu Klara. Podstolina explică că toată averea ei este de fapt a Klarei și, în virtutea căsătoriei ei, este predată Klarei. Klara promite că va plăti 100 de mii Podstolinei din banii ei. Rejent și Cześnik se împacă.

## Personaje
- Cześnik Maciej Raptusiewicz - unchiul Klarei, administratorul jumătății din castel, îl urăște pe Rejent
- Rejent Milczek - proprietarul celeilalte jumătăți a castelului, îl urăște pe Cześnik
- Klara Raptusiewiczówna - nepoata lui Cześnik, proprietara a jumătate din castel, îl iubește pe Wacław
- Józef Papkin - biet nobil care îl servește pe Cześnik, vrea să se căsătorească cu Klara
- Wacław Milczek - fiul lui Rejent, o iubește pe Klara
- Podstolina Hanna Czepiersińska - văduvă, pe timp scurt logodnica lui Cześnik, fosta iubită a lui Wacław, rudă cu Klara
- Dyndalski - servitorul lui Cześnik
- Perełka - bucătarul lui Cześnik
- zidari

## Context

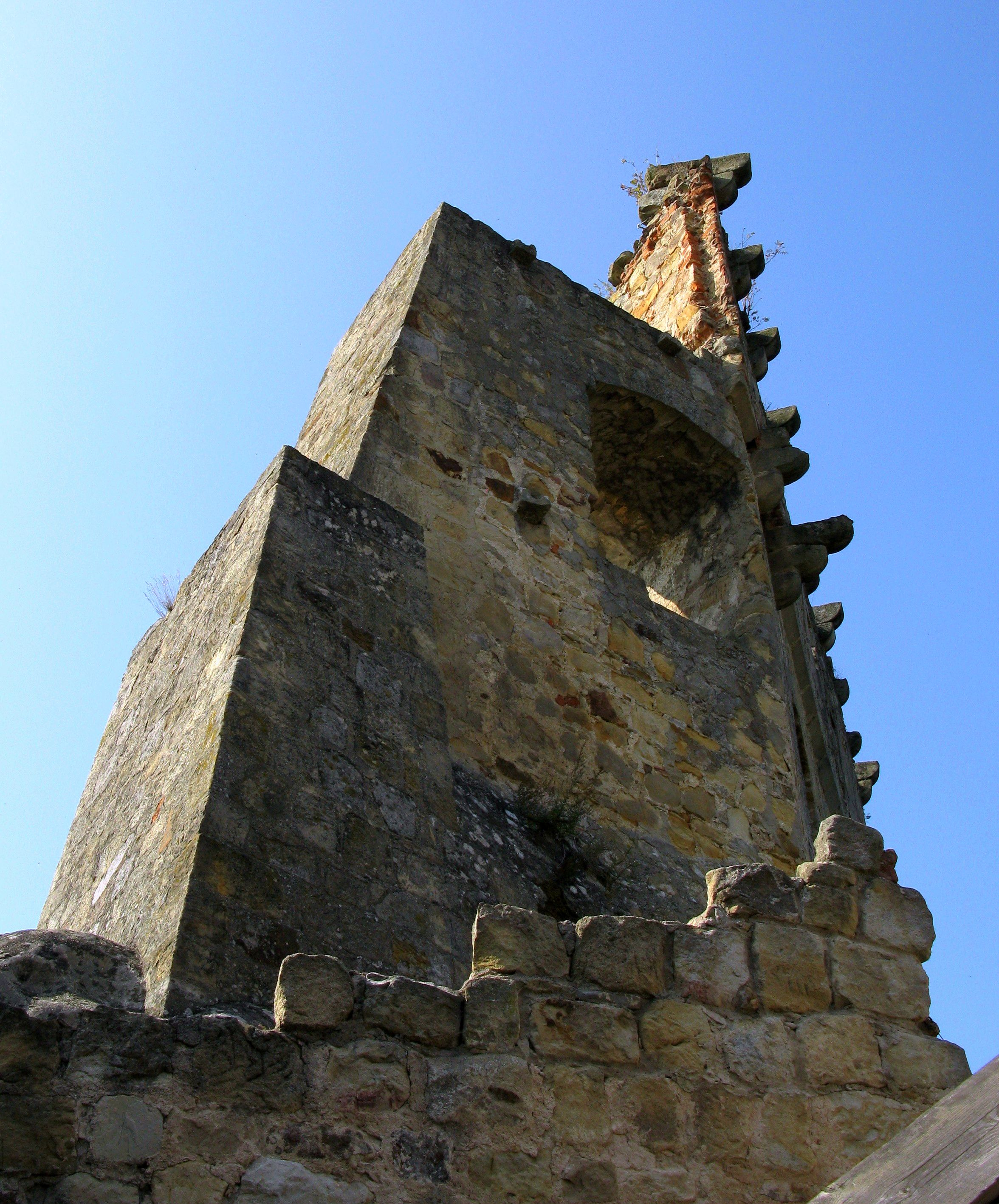
Ruinele Castelului Kamieniec din

Evenimente reale l-au inspirat pe Fredro să scrie piesa. În noiembrie 1828, Fredro s-a căsătorit cu Zofia Jablonowska, a cărei zestre includea jumătate dintr-un castel situat în Odrzykoń⁠(d) în provincia Galiția. În 1829, cercetând prin arhivele castelului, Fredro a dat peste câteva înregistrări judecătorești vechi legate de o dispută care datează din secolul al XVII-lea între proprietarii celor două jumătăți ale castelului - Jan Skotnicki și Piotr Firlej⁠(d). Conflictul a fost lung și necruțător. S-a încheiat după mai bine de treizeci de ani cu căsătoria fiului lui Firlej cu Zofia Skotnicka, un final similar cu cel adoptat de Fredro în piesa sa.
Piesa a avut premiera la Liov la 17 februarie 1834, cu Jan Nepomucen Nowakowski jucându-l pe Cześnik Raptusiewicz și Witalis Smochowski jucându-l pe Rejent Milczek.

## Adaptări
Piesa a servit ca bază pentru opera Zemsta za mur graniczny (Răzbunare pentru zidul de graniță) de Zygmunt Noskowski⁠(d).
Piesa Răzbunarea a fost adaptată într-un film omonim din 1956, regizat de Antoni Bohdziewicz și Bohdan Korzeniewski, cu Jan Kurnakowicz⁠(d) (în rolul lui Cześnik), Jacek Woszczerowicz⁠(d) (în rolul lui Rejent Milczek), Tadeusz Kondrat⁠(d) (în rolul lui Papkin) și Danuta Szaflarska⁠(d) (în rolul Podstolina), printre alții. A fost filmat la castelul din Niedzica și Józefów (Voievodatul Łódź).
Piesa Răzbunarea a fost adaptată într-un film omonim din 2002, regizat de Andrzej Wajda, cu Janusz Gajos (în rolul lui Cześnik), Andrzej Seweryn (în rolul lui Rejent Milczek), Roman Polanski (în rolul lui Papkin) și Katarzyna Figura (în rolul Podstolina), printre alții. Notabil, povestea originală a avut loc în castelul Kamieniec, care se află în prezent în Odrzykoń, în timp ce filmul a fost filmat în castelul Ogrodzieniec, situat în provincia Silezia, Polonia.